# Секретарь комитета Коммунистической партии Китая
Секретарь партийного комитета Коммунистической партии Китая (кит. упр. 党委书记, пиньинь dǎngwěi shūjì) — глава партийной группы, ячейки, отделения, комитета в посёлке, деревне, городском уезде, провинции и других административных единицах Китайской Народной Республики. В большинстве случаев секретарь парткома КПК фактически является высшей должностью в соответствующей структуре или административной единице. Посты глав партийных организаций Компартии Китая также присутствуют в качестве руководящей номенклатуры в государственных учреждениях, предприятиях, в частных компаниях и компаниях с иностранным капиталом, высших учебных заведениях, научно-исследовательских институтах, учреждениях здравоохранения и других.
После окончания Культурной революции в сфере ответственности Компартии Китая находится разработка политического вектора и политических планов развития, тогда как правительство отвечает за исполнение этих планов. На каждом уровне властной иерархии Китая глава правительства (центрального, провинциального, городского, местного и т. п.) работает вместе с секретарём парткома КПК этого уровня, являясь при этом его заместителем. Например, в провинции КНР глава партийного комитета КПК является де-факто высшим должностным лицом, а правительство провинции возглавляет его председатель, называемый также губернатором провинции (кит. трад. 省長, упр. 省长, пиньинь shěng zhǎng), который одновременно является заместителем секретаря парткома КПК провинции и входит в бюро и Постоянный комитет парткома этой провинции. Аналогичная иерархическая структура выстроена на муниципальном и городском уровнях.
Случалось, что позиции секретаря парткома КПК и губернатора (или мэра) занимало одно и то же должностное лицо, однако после Культурной революции это не является распространённой практикой и, скорее, свидетельствует о тщательном и длительном подборе кадров на замену освобождаемой должности губернатора (мэра).
До 1980-х годов руководящая должность территориальной партийной организации по аналогии со структурой Компартии Советского Союза носила название «первый секретарь». Заместитель первого секретаря, соответственно, назывался вторым секретарём, при этом каждая территориальная парторганизация имела свой секретариат с многочисленными секретарями и их управляющими делами.

## Территориальная партийно-государственная иерархия
Начиная с провинциального уровня двойная административная система Китая образует структуру, в которой глава партийного комитета территориальной единицы отвечает за определение политического направления (вектора) и политических планов развития, а также за кадровые назначения и перестановки, а председатель правительства данной территориальной единицы отвечает за реализацию политики партии, разработку и исполнение годового бюджета, организацию и контроль за деятельностью государственных структур своего уровня ответственности. Китайская партийно-государственная иерархия строится следующим образом:
- Центральный уровень — Генеральный секретарь ЦК КПК (кит. 中央总书记) и премьер Госсовета КНР;
- Провинциальный уровень — секретарь провинциального комитета КПК (кит. 省委书记) и губернатор (председатель правительства) провинции;
- Окружной уровень — секретарь окружного комитета КПК (кит. 县委书记) и губернатор округа;
- Городские уезды — секретарь городского или муниципального комитета КПК (кит. 市委书记) и мэр (глава исполнительной власти города или муниципалитета);
- Волостной уровень — секретарь поселкового/волостного парткома КПК (кит. 乡委书记), должность главы исполнительной власти носит название «магистрат»;
- Деревенский уровень. Начиная с деревенского уровня и ниже местный партийный руководитель, называемый секретарём деревенского партийного отделения (кит. 村支部书记), возглавляет комитет из примерно десяти человек, который принимает решения в отношении касающихся деревни дел исполнительной власти. Данный процесс не стандартизирован по всей стране, и должность главы деревенского партотделения не входит в перечень должностей государственной службы, несмотря на принятие им решений в сфере ответственности исполнительной власти КНР.

В большинстве случаев глава исполнительной власти (мэр, губернатор) одновременно является главным заместителем секретаря местного парткома.

### Заместитель секретаря партийного комитета КПК
В провинциях, городских уездах и большинстве округов Китая секретарь парткома КПК имеет двух заместителей. Первый по перечислению заместитель руководителя парткома является главой правительства соответствующей территориальной единицы. Пост второго по перечислению замсекретаря имеет название «zhuanzhi fushuji» (кит. упр. 专职副书记), которое в буквальном переводе означает «специально назначенный заместитель партийного секретаря» (англ. Specifically-designated Deputy Party Secretary). Как правило этот заместитель одновременно начальствует над партийной школой на данной территории. Например, в провинции Сычуань партийный секретарь возглавляет парткомитет провинции, в то время как губернатор Сычуани является первым по перечислению заместителем секретаря, а другой замглавы партии работает директором партийной школы Сычуани по совместительству.

### Секретарь партийного отделения (партийного бюро)
Партийное отделение или партийное бюро или партийная ячейка (кит. трад. 党组, пиньинь dangzu) — партийные органы, работающие практически во всех государственных структурах, не относящихся к юрисдикции Компартии Китая. К ним относятся государственные организации и учреждения, собрания народных представителей всех уровней, министерства, провинциальные и муниципальные ведомства и т. п. Эти партийные отделения образуются по мандату парткома соответствующей административно-территориальной единицы и обеспечивают соблюдение общих политических правил и принципов КПК в учреждениях по местонахождению. Члены партотделений собираются на специальные собрания для изучения партийных документов и выступлений руководителей КПК, однако данные отделения не имеют полномочий вмешиваться в основную деятельность учреждений, которые находятся в зонах ответственности исполнительной и законодательной властей.
Деятельность секретаря партийного отделения (бюро, ячейки, кит. трад. 党组书记, пиньинь dangzu shuji) существенно отличается от работы секретаря парткома КПК в первую очередь отсутствием сложной структуры взаимоотношений между должностями и сильной бюрократии, свойственной партийным комитетам. В отличие от парткомов, находящихся в вертикальном подчинении вышестоящих партийных комитетов, партотделения несут ответственность только перед одним парткомом, выдавшим мандат на создание отделения.
Примером партийного отделения может служить Государственный совет КНР. Премьер почти всегда одновременно занимает пост секретаря партийного отделения Госсовета, при этом в структуре Госсовета отсутствует партийный комитет КПК.